# الحاجات (فلم)
الحاجّات هو فيلم مغربي كوميدي من إخراج محمد أشاور سنة 2017، وبطولة كل من فاطمة بوشين، وفاطمة هراندي «راوية»، وليلى الحديوي، وآخرين.

## القصة
يحكي فيلم «الحاجّات» قصة أربع نساء متقدمات في السّن يتخبطن في معاناة يحاولن التغلب عليها، أمام رغبتهن الملحة في فرض ذواتهن ونصب مكائدهن للعيش في الرفاهية، وينتفضن ضد الظلم بطريقة كوميدية درامية.
وقد مزج المخرج «محمد أشاور» في فيلمه الجديد، بين الكوميديا والدراما لتصوير نضال نساء مغربيات ضد الظلم الاجتماعي.

## روابط خارجية
- مقالات تستعمل روابط فنية بلا صلة مع ويكي بيانات

- الفيلم على موقع imdb